# مصنع المحركات (الهيئة العربية للتصنيع)
مصنع المحركات هو أحد المصانع التابعة للهيئة العربية للتصنيع
تم إنشاؤه عام 1960 بواسطة الجيش المصري بالاستعانة بالتقنية الألمانية كبداية لتصميم وتطوير وإنتاج محركات طائرات ، ومن أول المحركات التي تم إنتاجها في هذا المصنع :
- إي-200 لطائرة التدريب حلوان 200
- إي-300 للمقاتلة حلوان 300 [1]

## نبذة تاريخية
- أنشئ مصنع المحركات عام 1960 بهدف تصميم وإنتاج المحركات النفاثة للطائرات وقطع الغيار اللازمة لها، وقد تم تصنيع وتجميع المحرك E200 لطائرة التدريب القاهرة 200 ومحرك E300 للطائرة المقاتلة حلوان 300.
- وفي عام 1967 تم التعاون الكامل مع القوات المسلحة المصرية لخدمة المجهود الحربي إلى جانب بعض المنتجات المدنية.
- وفي عام 1975 تم الانضمام للهيئة العربية للتصنيع كأحد وحدات الهيئة وتم التوسع في مجال المحركات النفاثة (تجميع/ عمره/ وإصلاح وتصنيع قطع الغيار).

## عمرة واصلاح المحركات
- عمرة المحرك PT6A - 25 المستخدم على الطائرة التوكانو بدعم فنى من شركة P&WC الكندية.
- عمرة المحرك ATAR 09C المستخدم على الطائرة الميراج 5 بدعم فنى من شركة سنيكما الفرنسية
- عمرة المحرك TRI 60 -30 المستخدم على الطائرة الهدفية MQM بدعم فنى من شركة ميكرو تربو الفرنسية
- عمرة المحرك T56 المستخدم على الطائرة C 130 بدعم فنى من شركة ROLLS ROYCE الأمريكية
- عمرة المحرك LARZAC 04C6 المستخدم على الطائرة الالفاجيت بدعم فنى من شركة سنيكما الفرنسية
- عمرة المحرك CT 64 المستخدم على الطائرة البافلو بدعم فنى من شركة GE الأمريكية.
- عمرة وحدة القدرة الاضافية APU المستخدم على الطائرة C 130 بدعم فنى من شركة Honey well الأمريكية
- عمرة المحركات R 13-25 المستخدمة على الطائرة الميج 21 بدعم فنى من شركة AEROSTAR الرومانية
- عمرة المحرك PT6A-65B المستخدم على الطائرة البيتش كرافت بدعم فنى من شركة P&WC الكندية
- عمرة المحرك TFE731 المستخدم على طائرة التدريب طراز K8E بدعم فنى من شركة صناع المحركات التوربينية (ITP) الأسبانية